# Tàngara pissarrosa
El tàngara pissarrosa (Creurgops dentatus) és un ocell de la família dels tràupids (Thraupidae).

## Hàbitat i distribució
Habita la selva pluvial i vegetació secundària dels Andes del sud-est del Perú i oest de Bolívia.